# Huitlacoche

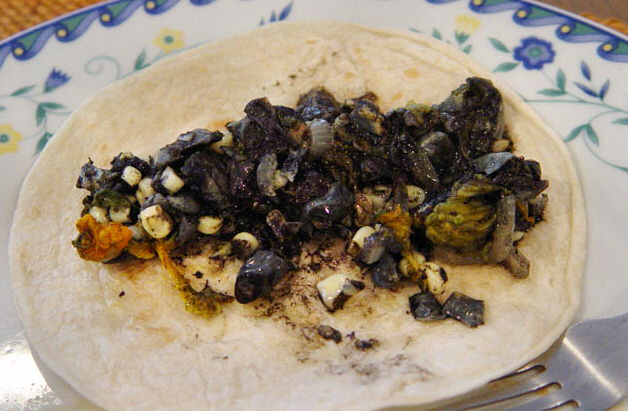
Taco av huitlacoche med squashblommor.

Huitlacoche (spanska från nahuatl cuitlacochi, ordagrant "korpavföring") är en mexikansk maträtt som görs av svampangripen majs.
Svampen som angriper majsen är Ustilago maydis, en slags ustilaginomycotinasvamp. Svampens sporer kan inympas i majsen. Vid fuktiga förhållanden sväller denna svamp till en svart svampkropp. Denna svamp steks med vitlök, lök och citronmålla och serveras som tillbehör till tacos eller i quesadillas.